# Patto eterno confederale
Il Patto federale (in tedesco Bundesbrief) del 1291 documenta un'alleanza perpetua (cioè senza limiti temporali prefissati) tra i capi delle comunità di valle di Uri, Svitto  e  Untervaldo stipulata ai primi di agosto di quell'anno. Viene chiamato anche Patto del Grütli, dal nome del luogo dove, secondo la tradizione, esso venne firmato. La data della Festa nazionale svizzera, il 1° di agosto, fu fissata ufficialmente nel 1899 per commemorare questa alleanza, considerata, dalla fine del XIX secolo, atto fondativo della Svizzera.

## Storia
I membri più influenti "delle tre comunità di Uri, Svitto e Untervaldo, siglarono un patto allo scopo di garantirsi mutua assistenza e rifiutare l’opprimente amministrazione dei balivi imperiali. Certo, sarebbe esagerato vedere in quel patto una Carta costituzionale ante litteram, ma non vi è dubbio che esso contiene già lo spirito che farà da collante a una comunità che si formerà lentamente attraverso una serie di complessi passaggi storici".

## Descrizione
La stipula del patto è convenzionalmente legata alla nascita della Prima confederazione elvetica. Il testo dell'accordo, tuttavia, afferma di rinnovare «con il presente accordo l'antico patto pure conchiuso sotto giuramento» e che fosse «opera onorevole ed utile confermare, nelle debite forme, i patti della sicurezza e della pace», patti dei quali si è però persa ogni traccia. Da ciò si desume che un altro patto di mutua difesa tra le parti in causa venne siglato in precedenza.
L'alleanza venne conclusa tra le genti delle zone alpine di Uri, Svitto e Untervaldo (homines vallis Uranie universitasque vallis de Switz ac communitas hominum Intramontanorum Vallis Inferioris). I partecipanti vengono indicati come conspirati e (come sinonimo) coniurati, tradizionalmente tradotto in tedesco come "Eidgenossen".
La lega venne creata con propositi di difesa contro qualsiasi aggressore e di organizzazione sociale, probabilmente su impulso della morte di Rodolfo I d'Asburgo, avvenuta il 15 luglio 1291. Prima della sua morte, gli Asburgo avevano tentato di ribadire le loro pretese su Svitto e Untervaldo, che condussero ad un susseguirsi di interventi militari.
"Diversamente dal Patto federale del 1315 (Patto di Morgarten), il Patto federale del 1291 non ha esercitato alcun influsso sulla politica della Vecchia Confederazione anteriore al 1798 e molto verosimilmente non ha funto da modello per altre alleanze federali più tardive. Inoltre, taluni problemi inerenti alla sua trasmissione e alla sua interpretazione lasciano ipotizzare che questo documento sia stato successivamente caricato di significati che assolutamente non ha avuto all'epoca della sua stesura."

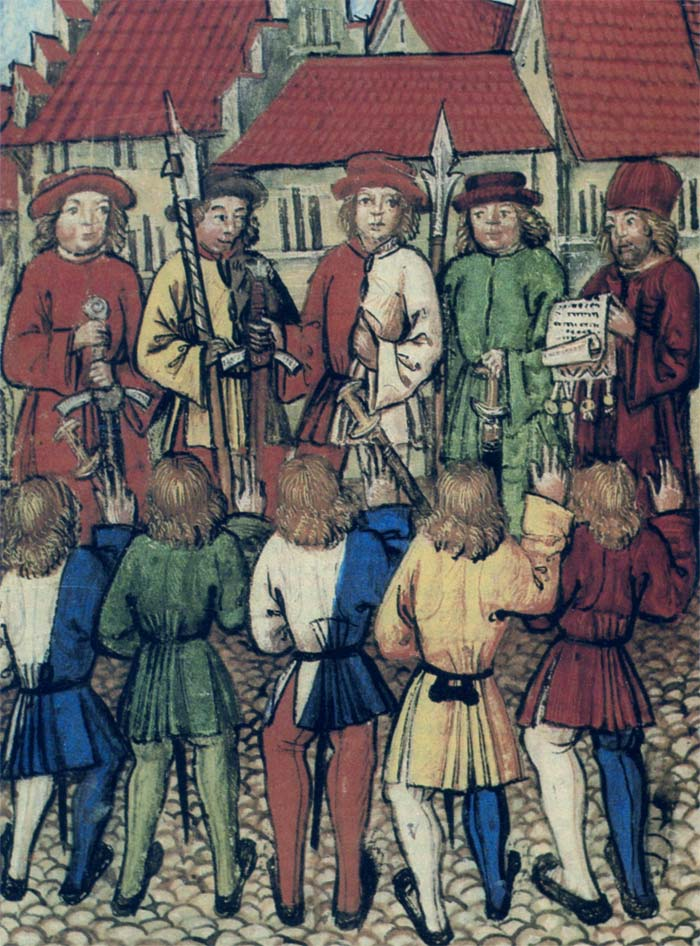
Lo Statuto Federale viene letto a dei cittadini di Zurigo il 1º maggio 1351, mentre giurano fedeltà ai rappresentanti di Uri, Svitto, Untervaldo e Lucerna (Luzerner Schilling, 1513).

### Autenticità del documento
L'autenticità del documento è stata contestata finché nel 1991 la pergamena è stata scientificamente datata come prodotta tra il 1252 e il 1312 (con una accuratezza dell'85%). Il documento è quindi certamente slegato dall'emergere del moderno stato federale nel 1848, come taluni avevano supposto.
Vi si ritrovano inoltre tracce nel capitolo 15 della Bolla d'Oro del 1356 in cui Carlo IV di Lussemburgo mise fuorilegge qualsiasi conjurationes, confederationes, e conspirationes, con particolare riferimento alle alleanze cittadine (Städtebünde), ma anche ad altre leghe comunali che erano fiorite in più zone dell'Europa medioevale.